# Pere Jofre
Pere Jofre (Sabadell, 1870; Mataró, 1925) fou un violinista català.
Alumne de Manuel Blanch i Puig i posteriorment de Juan Sabatés, fou nomenat primer violí del Gran Teatre del Liceu de Barcelona. L'any 1906 va fundar una acadèmia amb el seu nom, on es va formar molts altres artistes. També va exercir la docència a l'Amèrica del Sud i va realitzar una important actividad com a violinista.
Entre els seus deixebles destaca el violinista i musicòleg Enric Roig i Masriera.